# Ferrari Dino 196 S

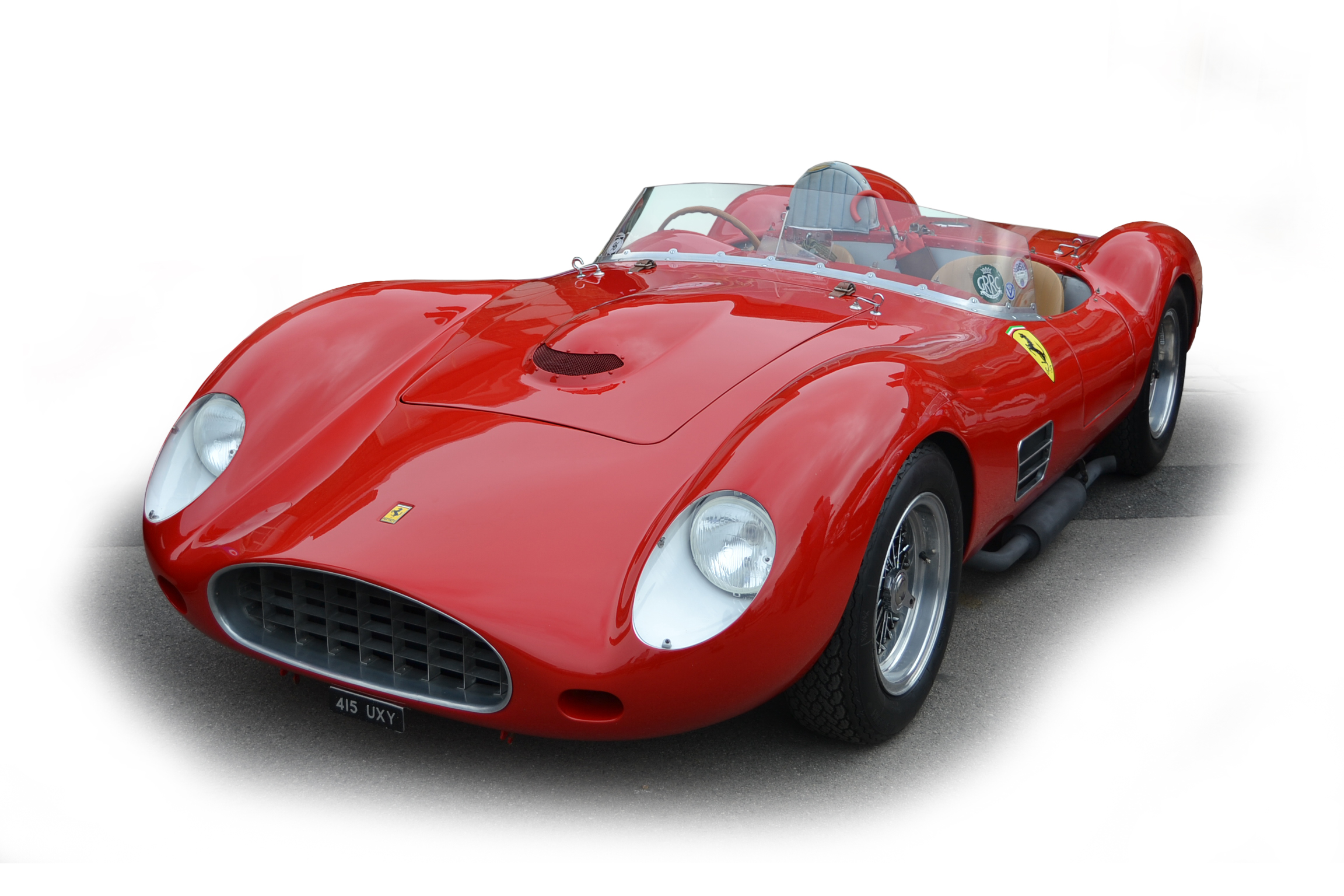
Eine Replica des Ferrari Dino 196 S

Der Ferrari Dino 196 S war ein Rennwagen, der 1958 von Ferrari als Einzelstück hergestellt wurde.

## Geschichte
In den 1950–60er Jahren war es bei der Scuderia Ferrari gang und gäbe, die neuen Formel-1-Motoren auch auf ihre Tauglichkeit in Sportwagen zu testen. Eine erste Version des nach dem Initiator des Projekts, Alfredo „Dino“ Ferrari, zu dessen Andenken benannten V6-Motors, wurde 1957 mit 1,5 Liter Hubraum für die Formel 2 präsentiert. Der Hubraum gewann schnell an Größe, um den Motor auch in der Formel 1 einsetzen zu können. Um eine optimale Leistung zu erzielen, hatte der Motor einen ungewöhnlichen Zylinderbankwinkel von 65 Grad und zwei obenliegende Nockenwellen je Zylinderbank. Weniger als ein Jahr nach seinem Monoposto-Debüt im Jahr 1958 fand der Dino-Motor seinen Platz in einem Sportwagen.

### Änderung in der Typenbezeichnung
Mit dem neuen Motor führte Ferrari eine neue Linie der Typenbezeichnungen ein, bei der die traditionelle einheitliche Nomenklatur aufgegeben wurde: Bildete bis dahin im Regelfall der gerundete Hubraum eines einzelnen Zylinders die Nummer in der Typenbezeichnung, so geben beim Dino 196 S die ersten beiden Ziffern den gerundeten Gesamthubraum in Deziliter und die dritte Ziffer die Anzahl der Zylinder an.

### Serienproduktion
Ende 1959 begann Ferrari mit einer kleinen Produktionsserie des Dino 196 S. Diese Wagen waren praktisch mit der endgültigen Version des früheren Autos identisch, jetzt aber als Rechtslenker ausgelegt, wodurch ihre äußere Ähnlichkeit mit dem gleichzeitig eingesetzten 250 Testa Rossa noch größer wurde. Der einzig einfache Weg den Unterschied zu erkennen bestand darin, die Anzahl der Ansaugtrichter unter dem Plexiglas-Einlass auf der Haube zu zählen. Drei Exemplare mit der von Fantuzzi gestalteten Karosserie wurden gebaut. Sie hatten die Fahrgestellnummern 0776, 0778 und 0784. Das letzte Fahrzeug, Fahrgestell-Nr. 0784, wurde in den frühen 1960er-Jahren in einem ähnlichen Stil wie damals bei den letzten Testa-Rossa-Modellen mit Frontmotor neu konstruiert.
Schon beim ersten Auftreten dieser drei Fahrzeuge gab es Verwirrung und Kontroversen darüber, welchen Hubraum die Motoren tatsächlich hatten, mit denen sie bei bestimmten Rennen antraten. Es gab sogar Spekulationen, dass der alte 4-Nockenwellen-Motor gefahren wurde. Diese Unstimmigkeiten sind bis heute nicht abschließend geklärt, aber laut Werksunterlagen wurde das Chassis Nr. 0776 als 196 S (2-Liter-Modell) konstruiert.

## Rennhistorie
Nach den sportlichen Ergebnissen der anderen Fahrzeuge, die mit demselben Motortyp (65° V6) wie der Dino 196 S ausgestattet waren, entschied sich Enzo Ferrari, den einzigen gebauten Wagen des Modells nach Einsätzen beim 24-Stunden-Rennen von Le Mans und dem 1000-km-Rennen auf dem Nürburgring 1959 an Luigi Chinetti zu verkaufen. In Le Mans war der 196 S nach 63 Runden und auf dem Nürburgring nach neun Runden mit Motorschaden ausgefallen. Chinetti setzte ihn mit mäßigem Erfolg bis 1961 bei verschiedenen Wettbewerben ein. Zu den Rennen, an denen er teilnahm, gehörten die Targa Florio  und die 12 Stunden von Sebring 1959 sowie andere Wettbewerbe in den USA. Später ging der Wagen an andere Besitzer über. Der Sohn des jetzigen Besitzers fuhr ihn 2006 beim Goodwood Revival.
Belegte Rennhistorie des Ferrari Dino 196 S  mit der Fahrgestellnummer 0776
| Datum    | Rennen/Ort                         | Fahrer                    | Start-Nr. | Resultat                                                                                   |
| -------- | ---------------------------------- | ------------------------- | --------- | ------------------------------------------------------------------------------------------ |
|          | Governor’s Trophy                  | R. Rodriguez              | 9         | 4.                                                                                         |
| 04.12.59 | Governor’s Trophy                  | R. Rodriguez              | 9         | 2.                                                                                         |
| 05.12.59 | Nassau Trophy                      | R. Rodriguez              | 9         | DNS                                                                                        |
| 26.03.60 | 12-Stunden-Rennen von Sebring      | R. Rodriguez P. Rodriguez | 28        | DNF                                                                                        |
| 08.05.60 | Targa Florio                       | R. Rodriguez P. Rodriguez | 172       | 7.                                                                                         |
| 22.05.60 | 1000-km-Rennen auf dem Nürburgring | R. Rodriguez P. Rodriguez | 27        | DNF                                                                                        |
| 25.03.61 | 12-Stunden-Rennen von Sebring      | W. Helborn J. Fulp        | 37        | - 1st in Cl. S. Hudson 01.10.61 Canadian G.P. - 6th J. “Buck” Fulp 3 - O/A 2nd Cl. Mosport |
| 03.06.62 | Bridgehampton Race Circuit         | T. O’Brien                | 22        | 7. - O/A 2nd Cl.                                                                           |
| 30.06.62 | Lime Rock Park                     | T. O’Brien                | 22        | 6. - O/A 2nd Cl.                                                                           |
| 03.11.62 | Vineland New Jersey Racetrack      | T. O’Brien                |           | 6. - O/A 3rd Cl.                                                                           |

## Galerie
Ungefähr 12 Nachbauten („Replicas“) des Ferrari Dino 196 S wurden hergestellt. Die Bilder zeigen den unter der Bezeichnung „415UXY“ (Nummernschild) bekannten Nachbau.

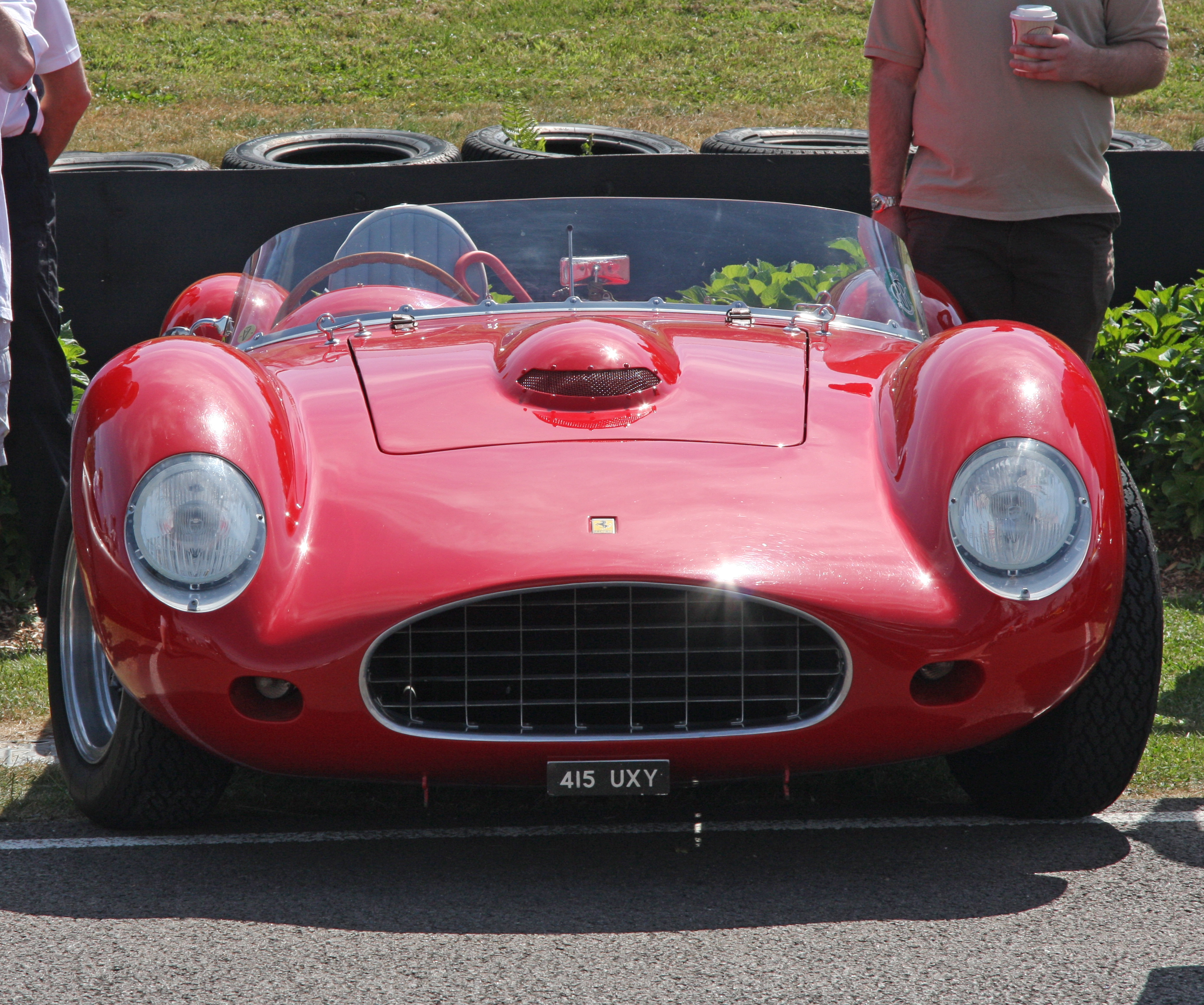
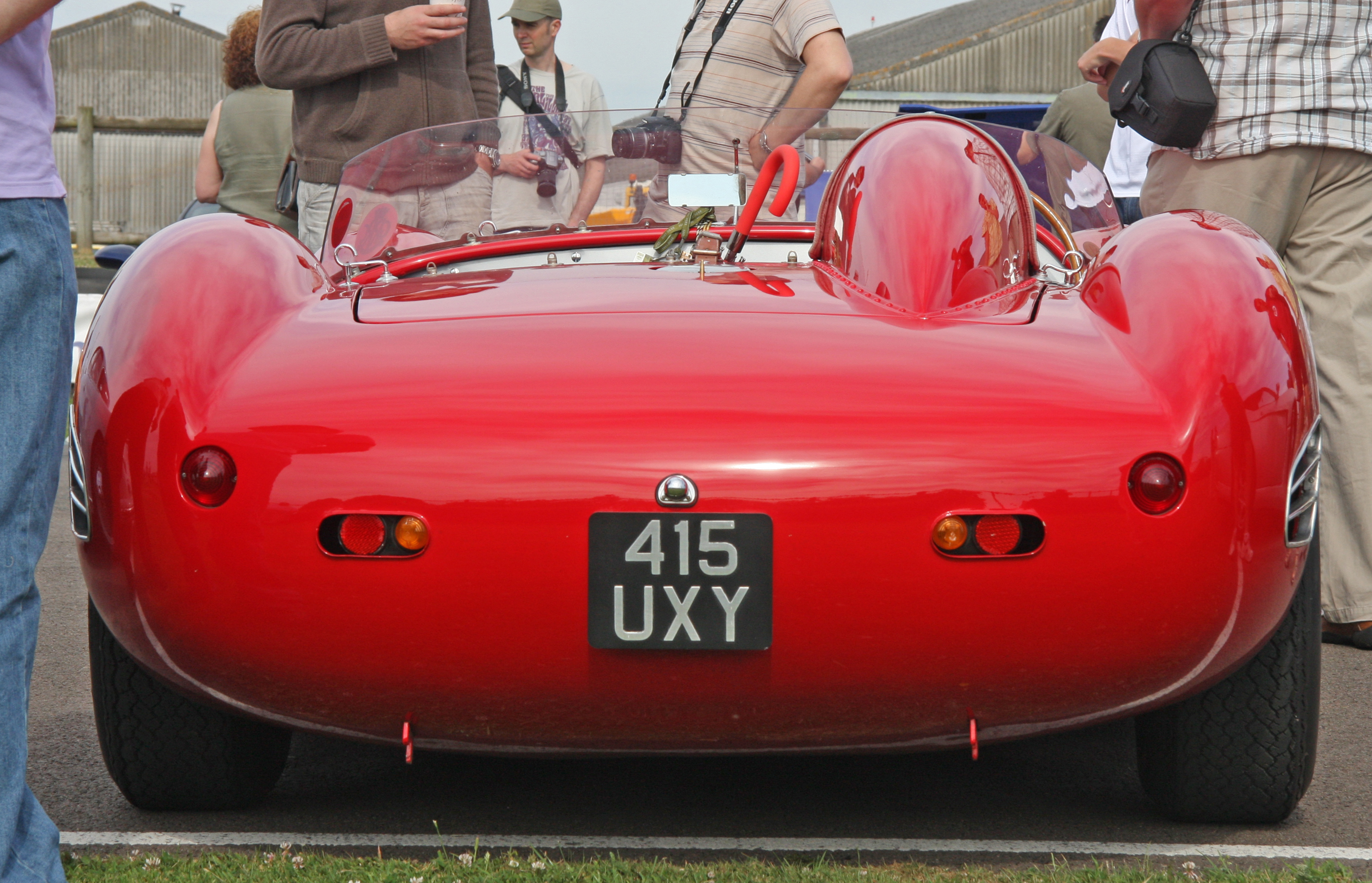
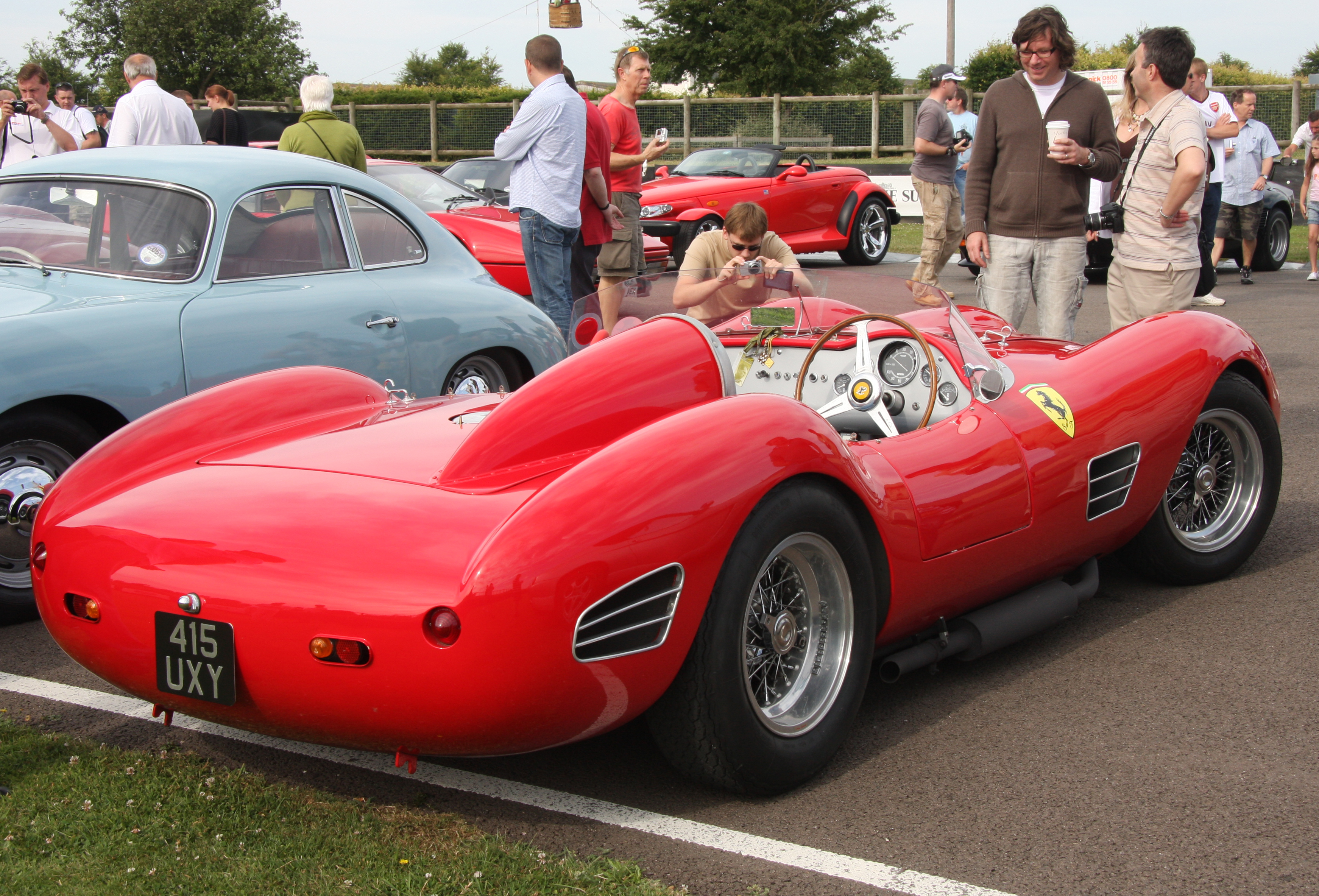
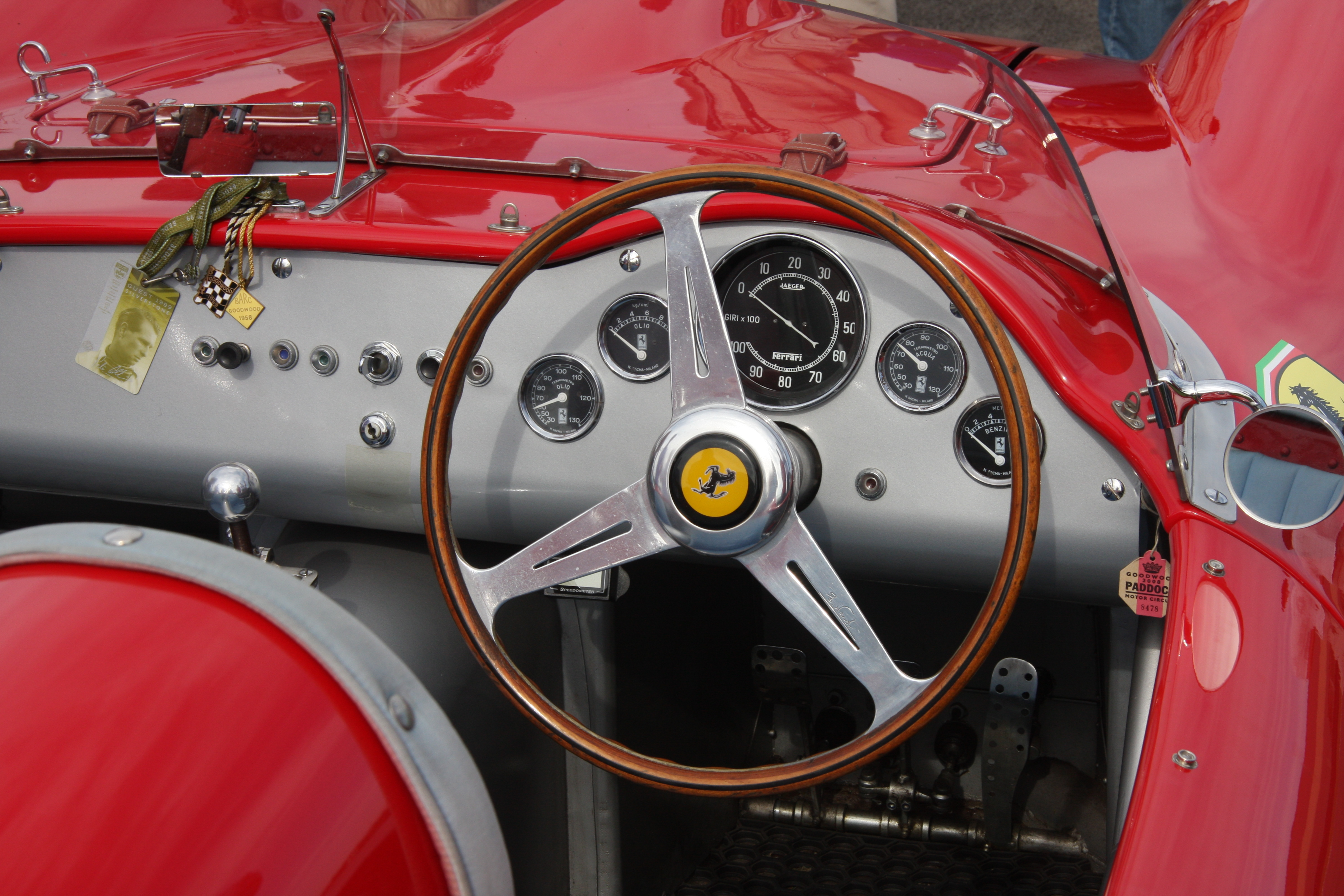
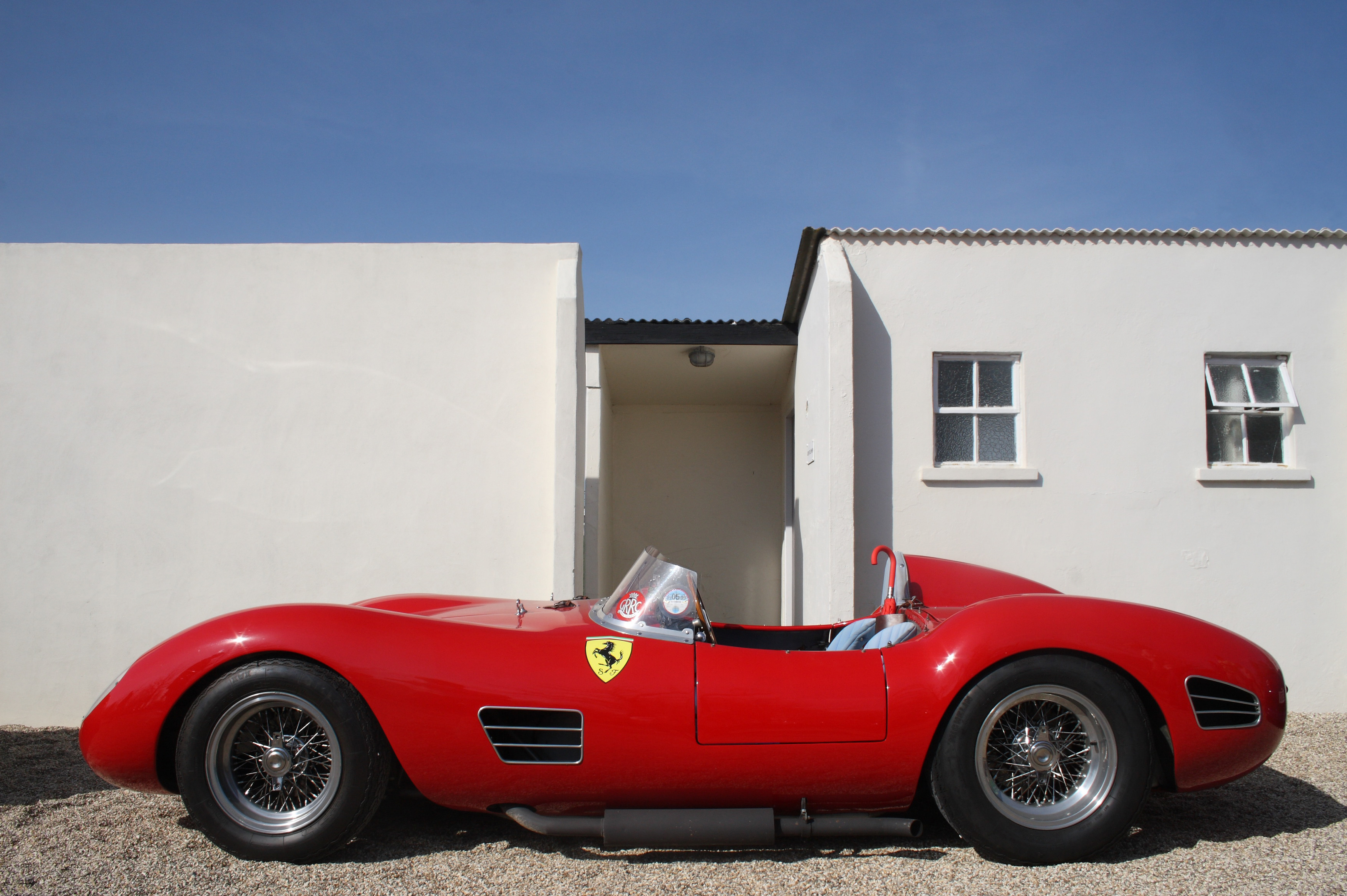

## Technik

### Motor und Getriebe
Der von Vittorio Jano konstruierte Motor des 196 S, (intern: Tipo 157) war ein längs eingebauter 65°-V6-Frontmotor mit doppelten obenliegenden Nockenwellen (DOHC), die zwei Ventile pro Zylinder steuerten, drei Weber-Vergasern vom Typ 42 DCN und 2 Zündkerzen pro Zylinder, die die von einer Anlage mit zwei Magnetspulen versorgt wurden, und Trockensumpfschmierung. Bohrung und Hub betrugen 77 mm und 71 mm, woraus sich ein Gesamthubraum von 1984 cm³ ergab. Das Kompressionsverhältnis betrug 9,8 : 1. Der Zylinderkopf und der Zylinderblock bestanden aus einer Aluminiumlegierung. Die Kraft wurde über eine Mehrscheibenkupplung, ein 4-Gang-Getriebe (+ Rückwärtsgang) und eine Kardanwelle an die Hinterräder übertragen. Einen Kompressor zur Leistungssteigerung hatte der 196 S nicht.

### Chassis
Der Rahmen war eine Stahlrohrkonstruktion. Die Vorderräder waren an verschieden langen doppelten Querlenkern mit Schraubenfedern, hydraulischer Dämpfung und Querstabilisator aufgehängt. Die Hinterachse war starr, ebenfalls mit Schraubenfedern und hydraulischer Dämpfung. Die Zweisitzer-Spiderkarosserie (ital.: Barchetta = kleines Boot), die von dem italienischen Ingenieur und Karosseriedesigner Medardo Fantuzzi entworfen wurde, war in einem Stil geformt, wie er in den Jahren 1958 bis 1960 sehr gefragt und auch an dem anderen Rennsportmodell mit Dino-Motor, dem 246 S, zu sehen war. Der 196 S war auf den ersten Blick nur schwer vom Ferrari 250 TR zu unterscheiden.

### Leistung
Die vom Dino 196 S erreichte Höchstgeschwindigkeit betrug 250 km/h. Die maximale Leistung des Motors betrug 195 PS (143 kW) bei 7200/min. Bei einem Gewicht von 680 kg kam er auf ein Leistungsverhältnis von 0,29 PS pro Kilogramm.

### Technische Informationen / Übersicht
|                           | Ferrari Dino 196 |
| ------------------------- | --- |
| Motor                     | 65°-V6-Frontmotor Tipo 157 längs eingebaut, Köpfe und Block Aluminium                                                                     |
| Hubraum                   | 1984 cm³ / 121.1 cu in |
| Bohrung × Hub             | 77,0 mm × 71,0 mm |
| Verdichtungsverhältnis    | 9,8 : 1 |
| Drehmoment:               | unbekannt |
| Leistung bei 1/min        | 195 PS (143 kW) bei 7200/min |
| PS pro Liter Hubraum:     | 98 PS |
| Ventilsteuerung           | zwei obenliegende Nockenwellen / 2 Ventile pro Zylinder                                                                                   |
| Gemischaufbereitung       | 3 Weber-Vergaser Typ 42 DCN |
| Kühlung                   | Wasser |
| Getriebe                  | 4-Gang-Getriebe + Rückwärtsgang (Hinterradantrieb)                                                                                        |
| Bremsen                   | Dunlop-Scheibenbremsen an allen Rädern |
| Radaufhängung vorn        | Doppelquerlenkeraufhängung mit verschieden langen Querlenkern, Schraubenfedern, hydraulische Houdaille-Hebelstoßdämpfer, Querstabilisator |
| Radaufhängung hinten      | Starrachse mit 4 Längslenkern, Schraubenfedern, hydraulische Houdaille-Hebelstoßdämpfer                                                   |
| Karosserie und Rahmen     | Aluminiumkarosserie, Stahlrohrrahmen |
| Radstand                  | 2250 mm |
| Spurweite vorne / hinten  | 1250 mm / 1260 mm |
| Reifengröße Vorne         | 5.50 × 16 |
| Reifengröße Hinten        | 6.50 × 16 |
| Maße L × B × H            | unbekannt |
| Leergewicht (ohne Fahrer) | 680 kg |
| Tankinhalt                | 130 Liter |
| Kraftstoffverbrauch       | unbekannt |
| Höchstgeschwindigkeit     | 250 km/h (155,3 mph) |
| Leistungsgewicht (PS/kg)  | 0,29 PS/kg |